# Gösting
Gösting è il tredicesimo distretto della città di Graz; si trova nella zona nord-occidentale della città, fra il fiume Mura e la montagna del Plabutsch. La principale attrazione turistica sono le rovine del castello.
Prima dell'anno 1138 il villaggio ed il suo castello vennero fondati da Aribon Swiker von Gösting; intorno al 1430 includeva trentatré fattorie e diversi artigiani, fra cui due mugnai in quello che ancora oggi è chiamato Müllerviertel (quartiere dei mugnai). 
Nel 1707 il castello ed il territorio feudale (Herrschaft) furono comprati dai conti di Attems. Nel XVIII secolo il castello cadde sempre più in rovina dopo un incendio in seguito alla caduta di un fulmine, che distrusse quasi completamente la struttura nel 1723.